# Campeonato Mundial de Ginástica Rítmica de 2015
O XXXIV Campeonato Mundial de Ginástica Rítmica ocorreu entre os dias 7 e 13 de setembro de 2015, na cidade de Stuttgart, Alemanha. Foi a primeira etapa de classificação para os Jogos Olímpicos de Verão de 2016, no Rio de Janeiro.

## Medalhistas
| Evento                     | Ouro                                                              | Ouro    | Prata                                                                             | Prata   | Bronze                                                                                | Bronze  |
| Competição por equipes     |                                                                   |         |                                                                                   |         |                                                                                       |         |
| Equipes detalhes           | RUS Rússia Yana Kudryavtseva Margarita Mamun Aleksandra Soldatova | 149.990 | BLR Bielorrússia Melitina Staniouta Hanna Bazhko Katsiaryna Halkina Arina Charopa | 141.314 | UKR Ucrânia Ganna Rizatdinova Victoriya Mazur Eleonora Romanova Victoriia Shynkarenko | 141.196 |
| Finais individuais         |                                                                   |         |                                                                                   |         |                                                                                       |         |
| Individual geral detalhes  | RUS Yana Kudryavtseva                                             | 75.632  | RUS Margarita Mamun                                                               | 74.766  | BLR Melitina Staniouta                                                                | 72.132  |
| Arco detalhes              | RUS Margarita Mamun                                               | 18.950  | RUS Aleksandra Soldatova                                                          | 18.650  | UKR Ganna Rizatdinova                                                                 | 18.583  |
| Bola detalhes              | RUS Yana Kudryavtseva                                             | 19.025  | RUS Margarita Mamun                                                               | 19.000  | BLR Melitina Staniouta                                                                | 18.350  |
| Maças detalhes             | RUS Yana Kudryavtseva                                             | 19.066  | RUS Aleksandra Soldatova                                                          | 18.583  | UKR Ganna Rizatdinova                                                                 | 18.566  |
| Fita detalhes              | RUS Yana Kudryavtseva                                             | 18.866  | RUS Margarita Mamun                                                               | 18.850  | UKR Ganna Rizatdinova                                                                 | 18.383  |
| Grupos                     |                                                                   |         |                                                                                   |         |                                                                                       |         |
| Geral detalhes             | RUS Rússia                                                        | 36.266  | BUL Bulgária                                                                      | 35.583  | ESP Espanha                                                                           | 34.900  |
| 5 fitas detalhes           | ITA Itália                                                        | 17.900  | RUS Rússia                                                                        | 17.850  | JPN Japão                                                                             | 17.366  |
| 6 maças + 2 arcos detalhes | RUS Rússia                                                        | 18.125  | ITA Itália                                                                        | 18.100  | BUL Bulgária                                                                          | 17.866  |

## Quadro de medalhas
| Ordem | País         |   |   |   |    |
| 1     | Rússia       | 8 | 6 |   | 14 |
| 2     | Itália       | 1 | 1 | 4 | 2  |
| 3     | Bielorrússia |   | 1 | 2 | 3  |
| 4     | Bulgária     |   | 1 | 1 | 2  |
| 5     | Ucrânia      |   |   | 4 | 4  |
| 6     | Espanha      |   |   | 1 | 1  |
| 6     | Japão        |   |   | 1 | 1  |